# 田邑
田邑（?—?），字伯玉，馮翊蓮芍人。
其父田豐，為王莽著威將軍。更始年間任上黨太守，與馮衍一起鎮守并州，兩人發誓刎頸，屯兵太原。漢光武帝繼位後，他主動到洛陽，獻上玉璧寶馬，成為劉秀的部下。馮衍對此非常不滿，寫信責備田邑。田邑看信後反過來勸馮衍趕快投降，信裡提到：“日月經天，河海帶地，不足以比。死生有命，富貴在天。天下存亡，誠雲命也。邑雖沒身，能如命何？”。後來馮衍也投降了。